# The Order of Things
The Order of Things es el séptimo álbum de estudio de la banda estadounidense de metalcore All That Remains. Fue lanzado el 24 de febrero de 2015 en Razor & Tie Records. Es el primer álbum de estudio producido por Josh Wilbur. También es el último álbum que presenta a la bajista Jeanne Sagan debido a su salida de la banda en septiembre de 2015. 
El álbum debutó en el puesto 25 en el Billboard 200, vendiendo 19,150 copias en su primera semana solo en los Estados Unidos.

## Antecedentes
El álbum fue grabado y producido por Josh Wilbur.
La primera canción lanzada del álbum fue "No Knock". La canción fue publicada por primera vez por la pseudocuenta de Labonte llamada "Harrison Ford" con el video lanzado el 14 de noviembre de 2014 titulado "You Found Me". Más tarde fue publicado por el canal oficial de YouTube de All That Remains.
Phil Labonte y el productor Josh Wilbur escribieron juntos la letra del álbum, que es la primera vez en el catálogo de All That Remains. Phil Labonte declaró sobre trabajar con Josh: "Honestamente, la prueba para mí es cuando Josh y yo terminamos, porque escribimos las melodías y las letras juntos; ninguna de las voces estaba terminada antes de que yo me sentara". con Josh. Esta es la primera vez que alguien ha tenido algún tipo de aportación a las letras. Pero Josh es el único chico que realmente ha trabajado conmigo sobre las letras y esas cosas, y ha sido completamente maravilloso". hecho para 'Esto probablemente no terminará bien'.
La carátula de este álbum se basa en una vista hacia arriba del techo del Panteón en Roma, Italia.

## Lista de canciones
| N.º | Título                           | Duración |  |
| 1.  | «This Probably Won't End Well»   | 3:48     |  |
| 2.  | «No Knock»                       | 2:48     |  |
| 3.  | «Divide»                         | 3:18     |  |
| 4.  | «The Greatest Generation»        | 4:00     |  |
| 5.  | «For You»                        | 4:16     |  |
| 6.  | «A Reason for Me to Fight»       | 3:42     |  |
| 7.  | «Victory Lap»                    | 3:54     |  |
| 8.  | «Pernicious»                     | 4:01     |  |
| 9.  | «Bite My Tongue»                 | 4:08     |  |
| 10. | «Fiat Empire»                    | 4:04     |  |
| 11. | «Tru-Kvlt-Metal»                 | 3:39     |  |
| 12. | «Criticism and Self-Realization» | 7:03     |  |

| Bonus track (Japón) |                     |          |  |
| N.º                 | Título              | Duración |  |
| 13.                 | «We Are Only Human» | 3:32     |  |

## Posicionamiento en lista
| Lista (2015)                           | Posición |
| -------------------------------------- | -------- |
| Australian Albums (ARIA)               | 72       |
| Canadá (Billboard Canadian Albums)     | 17       |
| Estados Unidos (Billboard 200)         | 25       |
| Estados Unidos (Digital Albums)        | 17       |
| Estados Unidos (Top Hard Rock Albums)  | 3        |
| Estados Unidos (Independent Albums)    | 3        |
| Estados Unidos (Top Rock Albums)       | 5        |
| Estados Unidos (Top Tastemaker Albums) | 23       |

## Personal
All That Remains
- Philip Labonte – voz
- Mike Martin – Guitarra rítmica
- Oli Herbert – Guitarrista líder
- Jeanne Sagan – bajo
- Jason Costa – batería

Producción
- Producido por  Josh Wilbur